# Sobbo de Svirte
Sobbo de Svirte, auch Sobbo de Altena, († 1322) war ein deutscher Ritter.
Er und seine Nachfahren beeinflussten maßgeblich die Geschichte der Stadt Schwerte. Sobbo stammte väterlicherseits aus der Linie von Schwerte, mütterlicherseits aus der Linie von Sobbe und war bis 1296 ein Vasall des Grafen Eberhard I. von der Mark.
Nach einem Zerwürfnis mit Eberhard wurde er ein Lehnsmann des Kölner Erzbischofs Wigbold, führte 1299 bis 1300 eine Fehde gegen Graf Eberhard I. von der Mark und eroberte die Burg Limburg bei Hohenlimburg.
Schließlich gab er die Limburg wieder an die märkischen Grafen zurück und erhielt von diesen Schwerte als Lehen. Zugleich usurpierte er vom Kölner Erzbischof Rechte in Hagen und Schwelm. Kurze Zeit später, 1300, verpflichtete er sich als Burgmann zu Strünkede dem Grafen Diedrich VIII. von Kleve, wodurch Schwerte zum klevischen Besitz gelangte.
Sobbo starb 1322 und hinterließ sieben Söhne und zwei Töchter. Seinem Sohn Engelbert Sobbe gelang es 1324, die bis dahin noch in der Hand des Erzbischofs von Köln befindlichen Gebiete um Schwelm und Hagen an der wichtigen Ennepestraße zu erwerben.
Im Jahre 1368 gewannen die märkischen Grafen durch Erbschaft die Hoheit über Schwerte zurück. Die Bürger von Schwerte erreichten 1397, dass Graf Dietrich I. von der Mark ihnen die Stadtrechte gewährte. So machten sie sich von der Familie Sobbe frei, die auf Haus Villigst residierte.